# Tour Israel 2004
Tras el anterior éxito y con motivo de presentar su segundo álbum Tiempo, Erreway viajó de nuevo a Israel, en el mes de marzo de 2004, para dar 12 funciones con todas las entradas vendidas en el estadio Nokia Sports Center de Tel Aviv.
Esta vez junto a la banda volvieron a viajar el elenco de la serie Rebelde Way para acompañarlos en sus shows.
En la lista de canciones de los shows se incluían temas de sus discos Señales y Tiempo, y la presentación del tema "Memoria" de su último disco. También actuó Piru Saez con su tema "Te dejé" y presentando su nuevo tema "Nada que hablar".

## Repertorio
1. Para cosas buenas
2. Vas a salvarte
3. Memoria
4. Te soñé
5. Que
6. Dije adiós
7. Nada que hablar
8. Me da igual
9. Será porqué te quiero
10. No se puede más
11. No estés seguro
12. Sweet baby
13. Inventos
14. Pretty boy
15. Vamos al ruedo
16. Te dejé
17. Resistiré
18. Bonita de más
19. Será de dios
20. Inmortal
21. Mi vida
22. Rebelde Way
23. Para cosas buenas [Lento] - Presentación elenco
24. Para cosas buenas
25. Tiempo

## Fechas
| Fecha               | Ciudad   | País   | Recinto             |
| ------------------- | -------- | ------ | ------------------- |
| Asia                |          |        |                     |
| 28 de marzo de 2004 | Tel Aviv | Israel | Nokia Sports Center |
| 29 de marzo de 2004 | Tel Aviv | Israel | Nokia Sports Center |
| 30 de marzo de 2004 | Tel Aviv | Israel | Nokia Sports Center |
| 31 de marzo de 2004 | Tel Aviv | Israel | Nokia Sports Center |
| 1 de abril de 2004  | Tel Aviv | Israel | Nokia Sports Center |
| 2 de abril de 2004  | Tel Aviv | Israel | Nokia Sports Center |
| 3 de abril de 2004  | Tel Aviv | Israel | Nokia Sports Center |
| 4 de abril de 2004  | Tel Aviv | Israel | Nokia Sports Center |
| 5 de abril de 2004  | Tel Aviv | Israel | Nokia Sports Center |
| 6 de abril de 2004  | Tel Aviv | Israel | Nokia Sports Center |
| 7 de abril de 2004  | Tel Aviv | Israel | Nokia Sports Center |
| 8 de abril de 2004  | Tel Aviv | Israel | Nokia Sports Center |